# Edward Chwalewik
Edward Chwalewik (ur. 3 sierpnia 1873 w Warszawie, zm. 18 lutego 1956 w Skolimowie) – polski bibliotekarz, bibliofil i historyk książki, współzałożyciel Towarzystwa Bibliofilów Polskich w 1921 i Towarzystwa Miłośników Exlibrisu w 1924.
Chwalewik był badaczem polskich zbiorów literackich znajdujących się w bibliotekach, archiwach, muzeach zarówno w kraju jak i poza jego granicami. Rejestrował i opisywał księgozbiory tak instytucji, jak i osób prywatnych. Na potrzeby badań opracował i wykorzystał nowatorskie metody, jak na przykład badanie znaków własnościowych, dzięki którym z większą precyzją niż wcześniej mógł odtwarzać historię poszczególnych pozycji i całych księgozbiorów. Jego prace dokumentacyjne oraz z zakresu ekslibrisologii stały się wzorem i punktem odniesienia dla wielu późniejszych opracowań.

## Życiorys
Urodził się w Warszawie w rodzinie Edwarda i Joanny z Kopystyńskich. Gimnazjum ukończył w Siedlcach, gdzie był redaktorem i współwydawcą pisma uczniowskiego „Promień”. W 1895 rozpoczął studia w Warszawie. Działał w organizacjach Bratnia Pomoc i Kole Demokratycznej Młodzieży. Studiów nie ukończył. W 1902 za działalność w SDKPiL został zesłany do Wschodniej Syberii, gdzie przebywał do 1905 wraz z żoną Teodozją i dwoma synami – Witoldem oraz Zygmuntem. W 1905 w Tomsku urodziła mu się córka Stefania. W czasie zesłania Chwalewik pracował na kolei. Znalazł on również pracę u Aleksego Babina, kierownika działu słowiańskiego Biblioteki Kongresu w Waszyngtonie, który przyjechał do Krasnojarska aby zakupić słynną kolekcję Judina. Babin zatrudnił kilka osób do oceny zawartości biblioteki, w tym również Edwarda Chwalewika.
W 1906, po powrocie do kraju Chwalewik zatrudnił się w nowo powstałym w Warszawie Antykwariacie Polskim kierowanym przez Hieronima Wildera. Chwalewik jest współautorem cennej kolekcji 27 katalogów antykwarskich w dziejach książki polskiej. 6 stycznia 1919 podjął pracę w Ministerstwie Pracy i Opieki Społecznej i pracował tam do wybuchu drugiej wojny światowej.
To on był twórcą i wieloletnim kierownikiem biblioteki ministerialnej (przed wojną – tej zorganizowanej w 1918 i tej powojennej). W 1922 został zaproszony do udziału w pracach Mieszanej Komisji Specjalnej. Jej zadaniem było wykonanie traktatu ryskiego (1921), w tym punktów dotyczących zwrotu polskich zbiorów bibliotecznych z Petersburga i Kijowa. 8 listopada 1930 został mu nadany Krzyż Kawalerski Orderu Odrodzenia Polski „za zasługi na polu pracy społecznej i przy rewindykacji polskiego dobra narodowego z Rosji”.
Pobyt w Moskwie oraz trudności z kompletacją przekonały go o konieczności utworzenia kompendium dotychczasowego stanu wiedzy o polskich zbiorach bibliofilskich. Rozpoczętą pracę kontynuował również podczas okupacji niemieckiej, którą spędził w majątku swojego zięcia w Bielawie niedaleko Warszawy. W czasie powstania warszawskiego (1944) zniszczeniu uległa jego bogata biblioteka (ok. 2000 tomów, 3000 exlibrisów).
Pochowany na cmentarzu parafialnym w Skolimowie.